# پال استنلی
استنلی هاروی آیزن (به انگلیسی: Stanley Harvey Eisen) که بیشتر با نام هنری پل استنلی شناخته می‌شود، نوازندهٔ گیتار الکتریک، آهنگساز، خوانندهٔ گروه کیس، تهیه‌کننده موسیقی، بازیگر و نقاش است.

## زندگی
استنلی متولد منهتن نیویورک و فارغ التحصیل دبیرستان هنر و موسیقی نیویورک است. وی در سال ۱۹۷۰ گروه ویکِد لِستِر را به همراه جن سیمونز تشکیل داد. پس از عدم موفقیت این گروه وی گروه موفق کیس را بنیان گذاشت. او همچنین دو آلبوم سولو به بازار عرضه کرده‌است. استنلی دو بار ازدواج کرده و صاحب سه فرزند است.